# Rovensko (district de Senica)
Pour les articles homonymes, voir Rovensko.
Rovensko (en allemand : Rabenskahof ) est une commune du district de Senica, dans la région de Trnava, en Slovaquie.

## Histoire
La première mention écrite du village date de 1439.

## Démographie

### Évolution de la population
| Année:               | 1994. | 2004.   | 2014.    | 2024.   |
| -------------------- | ----- | ------- | -------- | ------- |
| Nombre de personnes: | 396   | 369     | 423      | 429     |
| Différence:          |       | -6,81 % | +14,63 % | +1,41 % |

| Année:               | 2023. | 2024.  |
| -------------------- | ----- | ------ |
| Nombre de personnes: | 440   | 429    |
| Différence:          |       | -2,5 % |